# Eparchia di Pleven
L'eparchia di Pleven (in bulgaro: Плевенска епархия) è un'eparchia della chiesa ortodossa bulgara con sede nella città di Pleven, in Bulgaria, presso la cattedrale della Santa Trinità. L'eparchia è stata istituita nel 1998 ricavandone il territorio dall'eparchia di Vraca. L'eparchia è divisa in due vicariati: Pleven e Lukovit.